# Aporostylis bifolia
Aporostylis bifolia é uma espécie de orquídea terrestre, pertencente à subtribo Caladeniinae, originária da Nova Zelândia, Ilhas Auckland, Ilha Campbell, Ilha Stewart, Ilhas Chatham, Ilhas Antípodas e Ilha Codfish, onde forma extensas colônias em grande variedade de ambientes, tanto em áreas elevadas ou montanhosas como áreas costeiras, geralmente ocorrendo em locais bastante úmidos e recobertos de musgo, em meio a camadas de folhas em decomposição no solo de florestas mistas ou às suas margens e clareiras, e em meio à vegetação arbustiva ao longo das praias. São plantas de cultivo bastante difícil que acabam morrendo após curto período de tempo. Aporostylis bifolia é a espécie-tipo e única espécie do gênero Aporostylis. O nome deste gênero vem do grego aporema, dúvida, e stylos, coluna, pois a coluna de suas flores apresenta características tanto de Caladenia, como de Chiloglottis''. O nome específico é uma referência ao fato desta ser a única espécie de toda a subtribo a apresentar duas folhas por caule.
Aporostylis bifolia são plantas perenes recobertas de pilosidades glandulares, com pequenos tubérculos radiculares ovoides, que originam caules curtos, eretos, não ramificados, com duas folhas membranáceas basais, de tamanhos diferentes, com marcas avermelhadas, e inflorescência terminal com apenas uma ou duas flores ressupinadas de cores discretas, de segmentos livres, externamente recobertos de pêlos. A sépala dorsal é muito mais larga que as restantes, bastante côncava e tombada sobre a coluna; as pétalas são similares às sépalas laterais. O labelo é muito maior que os outros segmentos, simples,  com duas linhas centrais de calos irregulares ao longo de seu terço basal. A coluna é curva e delicada, apoda, com antera terminal e quatro polínias. Trata-se de espécie possivelmente polinizada por insetos.